# Seznam dílů seriálu Tři kluci a nemluvně
Toto je seznam dílů seriálu Tři kluci a nemluvně. Americký sitcom Tři kluci a nemluvně vysílala stanice Freeform.

## Přehled řad
| Řada | Díly | Premiéra v USA  | Premiéra v USA    | Premiéra v ČR     | Premiéra v ČR     |
| Řada | Díly | První díl       | Poslední díl      | První díl         | Poslední díl      |
| ---- | ---- | --------------- | ----------------- | ----------------- | ----------------- |
| 1    | 10   | 20. června 2012 | 29. srpna 2012    | 6. prosince 2015  | 15. prosince 2015 |
| 2    | 16   | 29. května 2013 | 11. prosince 2013 | 16. prosince 2015 | 31. prosince 2015 |
| 3    | 21   | 15. ledna 2014  | 18. června 2014   | 1. ledna 2016     | 21. ledna 2016    |
| 4    | 22   | 22. října 2014  | 5. srpna 2015     | 22. ledna 2016    | 12. února 2016    |
| 5    | 20   | 3. února 2016   | 3. srpna 2016     | nebylo vysíláno   | nebylo vysíláno   |
| 6    | 11   | 13. března 2017 | 22. května 2017   | nebylo vysíláno   | nebylo vysíláno   |

## Seznam dílů

### První řada (2012)
| Č. v seriálu | Č. v řadě | Původní název                     | Český název             | Režie           | Scénář                       | Premiéra v USA    | Premiéra v ČR     |
| ------------ | --------- | --------------------------------- | ----------------------- | --------------- | ---------------------------- | ----------------- | ----------------- |
| 1            | 1         | Pilot                             | Táta z leknutí          | Michael Lembeck | Dan Berendsen                | 20. června 2012   | 6. prosince 2015  |
| 2            | 2         | I Told You So                     | Já ti to říkala         | Michael Lembeck | Dan Berendsen                | 27. června 2012   | 7. prosince 2015  |
| 3            | 3         | The Nurse and the Curse           | Zatracená sestřička     | Michael Lembeck | Heidi Clements               | 11. července 2012 | 8. prosince 2015  |
| 4            | 4         | Guys, Interrupted                 | Neruším, pánové?        | Michael Lembeck | Nancy Cohen                  | 18. července 2012 | 9. prosince 2015  |
| 5            | 5         | Married to the Job                | Kočárek, kočkolap       | Michael Lembeck | Lester Lewis                 | 25. července 2012 | 10. prosince 2015 |
| 6            | 6         | Take Her Out of the Ballgame      | Dostaň ji ze hry        | Arlene Sanford  | Mark Amato                   | 1. srpna 2012     | 11. prosince 2015 |
| 7            | 7         | May the Best Friend Win           | Sokové v lásce          | Michael Lembeck | Kirill Baru a Eric Zimmerman | 8. srpna 2012     | 12. prosince 2015 |
| 8            | 8         | The Daddy Whisper                 | Doupě                   | Michael Lembeck | Heidi Clements               | 15. srpna 2012    | 13. prosince 2015 |
| 9            | 9         | A Wheeler Christmas Outing        | Rodinné foto            | Michael Lembeck | Lester Lewis                 | 22. srpna 2012    | 14. prosince 2015 |
| 10           | 10        | Something Borrowed, Something Ben | Tvůj snoubenec, můj Ben | Michael Lembeck | Dan Berendsen a Nancy Cohen  | 29. srpna 2012    | 15. prosince 2015 |

### Druhá řada (2013)
| Č. v seriálu | Č. v řadě | Původní název                     | Český název           | Režie             | Scénář                       | Premiéra v USA    | Premiéra v ČR     |
| ------------ | --------- | --------------------------------- | --------------------- | ----------------- | ---------------------------- | ----------------- | ----------------- |
| 11           | 1         | I'm Not That Guy                  | Nejsem už ten týpek   | Michael Lembeck   | Dan Berendsen                | 29. května 2013   | 16. prosince 2015 |
| 12           | 2         | There's Something Fitchy Going On | Za vším hledej Fitche | Robbie Countryman | Heidi Clements               | 5. června 2013    | 17. prosince 2015 |
| 13           | 3         | The Wheeler and Dealer            | Kluk z palkátu        | Michael Lembeck   | Kirill Baru a Eric Zimmerman | 12. června 2013   | 18. prosince 2015 |
| 14           | 4         | New Bonnie vs. Old Ben            | Ženské na odstřel     | Bob Koherr        | Vince Cheung a Ben Montanio  | 12. června 2013   | 19. prosince 2015 |
| 15           | 5         | The Slump                         | Depka                 | Michael Lembeck   | Frank Pines                  | 19. června 2013   | 20. prosince 2015 |
| 16           | 6         | Ben's Big Gaycare Adventure       | Emma jde do jeslí     | Michael Lembeck   | Heidi Clements               | 26. června 2013   | 21. prosince 2015 |
| 17           | 7         | On The Lamb-y                     | Kam zmizel beránek    | Michael Lembeck   | Nancy Cohen                  | 10. července 2013 | 22. prosince 2015 |
| 18           | 8         | Never Ben in Love                 | Zamilovaný Ben        | Michael Lembeck   | Dan Berendsen                | 17. července 2013 | 23. prosince 2015 |
| 19           | 9         | All's Flair in Love and War       | Divoká párty          | Michael Lembeck   | Kirill Baru a Eric Zimmerman | 24. července 2013 | 24. prosince 2015 |
| 20           | 10        | Test Anxiety                      | Testy                 | Michael Lembeck   | Nancy Cohen                  | 31. července 2013 | 25. prosince 2015 |
| 21           | 11        | Whatever Lola Wants               | Pro Lolu vše          | Michael Lembeck   | Frank Pines                  | 7. srpna 2013     | 26. prosince 2015 |
| 22           | 12        | The Christening                   | Křtiny                | Michael Lembeck   | Heidi Clements               | 14. srpna 2013    | 27. prosince 2015 |
| 23           | 13        | All Riled Up                      | Velké manévry         | Michael Lembeck   | Kirill Baru a Eric Zimmerman | 21. srpna 2013    | 28. prosince 2015 |
| 24           | 14        | The Emma Dilemma                  | Společné hraní        | Michael Lembeck   | Brian Fernandes              | 28. srpna 2013    | 29. prosince 2015 |
| 25           | 15        | Surprise!                         | Překvapení            | Michael Lembeck   | Dan Berendsen                | 4. září 2013      | 30. prosince 2015 |
| 26           | 16        | Emma's First Christmas            | Emminy první Vánoce   | Michael Lembeck   | Ben Montanio a Vince Cheung  | 11. prosince 2013 | 31. prosince 2015 |

### Třetí řada (2014)
| Č. v seriálu | Č. v řadě | Původní název              | Český název                | Režie           | Scénář                                    | Premiéra v USA  | Premiéra v ČR  |
| ------------ | --------- | -------------------------- | -------------------------- | --------------- | ----------------------------------------- | --------------- | -------------- |
| 27           | 1         | The Naked Truth            | Nahá pravda                | Michael Lembeck | Dan Berendsen                             | 15. ledna 2014  | 1. ledna 2016  |
| 28           | 2         | The Lying Game             | Hrátky se lží              | Michael Lembeck | Heidi Clements                            | 22. ledna 2014  | 2. ledna 2016  |
| 29           | 3         | Lights! Camera! No Action! | Interview                  | Michael Lembeck | Frank Pines                               | 29. ledna 2014  | 3. ledna 2016  |
| 30           | 4         | Bonnie's Unreal Estate     | Katastrofa                 | Michael Lembeck | Vince Cheung a Ben Montanio               | 5. února 2014   | 4. ledna 2016  |
| 31           | 5         | Life's a Beach             | Plážový život              | Michael Lembeck | Kirill Baru a Eric Zimmerman              | 12. února 2014  | 5. ledna 2016  |
| 32           | 6         | Romancing the Phone        | Romance po telefonu        | Michael Lembeck | Janae Bakken                              | 26. února 2014  | 6. ledna 2016  |
| 33           | 7         | The Bet                    | Sázka                      | Michael Lembeck | Heidi Clements                            | 5. března 2014  | 7. ledna 2016  |
| 34           | 8         | A Knight to Remember       | Rytíř v lesklé zbroji      | Michael Lembeck | Vince Cheung a Ben Montanio               | 12. března 2014 | 8. ledna 2016  |
| 35           | 9         | Go Brit or Go Home         | Britský akcent             | Michael Lembeck | Janae Bakken                              | 19. března 2014 | 9. ledna 2016  |
| 36           | 10        | An Affair Not to Remember  | Zapomenutá láska           | Michael Lembeck | Frank Pines                               | 26. března 2014 | 10. ledna 2016 |
| 37           | 11        | The Wingmom                | Dohazovačka                | Michael Lembeck | Kirill Baru a Eric Zimmerman              | 2. dubna 2014   | 11. ledna 2016 |
| 38           | 12        | Send in the Clowns         | Klauni na scénu            | Michael Lembeck | Dan Berendsen a Heidi Clements            | 9. dubna 2014   | 12. ledna 2016 |
| 39           | 13        | Play It Again, Bonnie      | Nešťastná láska            | Michael Lembeck | Dan Berendsen a Heidi Clements            | 16. dubna 2014  | 13. ledna 2016 |
| 40           | 14        | Livin' on a Prom           | Vytoužený ples             | Michael Lembeck | Janae Bakken                              | 23. dubna 2014  | 14. ledna 2016 |
| 41           | 15        | From Here to Paternity     | Biologický otec            | Michael Lembeck | Frank Pines                               | 30. dubna 2014  | 15. ledna 2016 |
| 42           | 16        | Curious Georgie            | Zvědavá Georgie            | Michael Lembeck | Kirill Baru a Eric Zimmerman              | 7. května 2014  | 16. ledna 2016 |
| 43           | 17        | Flirty Dancing             | Svůdný tanec               | Michael Lembeck | Joshua Malek                              | 14. května 2014 | 17. ledna 2016 |
| 44           | 18        | Baby Steps                 | První krůčky               | Michael Lembeck | Frank Pines, Kirill Baru a Eric Zimmerman | 28. května 2014 | 18. ledna 2016 |
| 45           | 19        | Foos It or Lose It         | Fotbálek za všechny prachy | Michael Lembeck | Vince Cheung a Ben Montanio               | 4. června 2014  | 19. ledna 2016 |
| 46           | 20        | All Aboard the Love Train  | Vlak do stanice láska      | Michael Lembeck | Heidi Clements                            | 11. června 2014 | 20. ledna 2016 |
| 47           | 21        | You Can't Go Home Again    | Není cesty zpátky          | Michael Lembeck | Dan Berendsen                             | 18. června 2014 | 21. ledna 2016 |

### Čtvrtá řada (2014–2015)
| Č. v seriálu | Č. v řadě | Původní název                         | Český název             | Režie           | Scénář                         | Premiéra v USA    | Premiéra v ČR  |
| ------------ | --------- | ------------------------------------- | ----------------------- | --------------- | ------------------------------ | ----------------- | -------------- |
| 48           | 1         | Strip or Treat                        | Halloween               | Michael Lembeck | Frank Pines                    | 22. října 2014    | 22. ledna 2016 |
| 49           | 2         | It's a Wonderful Emma                 | Zázračná Emma           | Michael Lembeck | Heidi Clements                 | 10. prosince 2014 | 23. ledna 2016 |
| 50           | 3         | She Loves Me, She Loves Me Note       | Milostné psaníčko       | Michael Lembeck | Dan Berendsen a Heidi Clements | 14. ledna 2015    | 24. ledna 2016 |
| 51           | 4         | I See Crazy People                    | Vidím šílené lidi       | Michael Lembeck | Dan Berendsen a Heidi Clements | 21. ledna 2015    | 25. ledna 2016 |
| 52           | 5         | Mugging for the Camera                | Loupež na kameru        | Michael Lembeck | Kirill Baru a Eric Zimmerman   | 28. ledna 2015    | 26. ledna 2016 |
| 53           | 6         | Over My Dead Bonnie                   | Mrtvá Bonnie            | Michael Lembeck | Janae Bakken                   | 4. února 2015     | 27. ledna 2016 |
| 54           | 7         | The Mother of All Dates               | Rande naslepo           | Michael Lembeck | Ben Montanio a Vince Cheung    | 11. února 2015    | 28. ledna 2016 |
| 55           | 8         | House of Cards                        | Domeček z karet         | Michael Lembeck | Janae Bakken                   | 18. února 2015    | 29. ledna 2016 |
| 56           | 9         | An Officer and a Gentle Ben           | Důstojnice a něžný Ben  | Michael Lembeck | Kirill Baru a Eric Zimmerman   | 25. února 2015    | 30. ledna 2016 |
| 57           | 10        | Happy Birthday Two You                | Dvojnarozeniny          | Michael Lembeck | Frank Pines                    | 4. března 2015    | 31. ledna 2016 |
| 58           | 11        | You Give Real Estate a Bad Name       | Boj o provizi           | Michael Lembeck | Vince Cheung a Ben Montanio    | 11. března 2015   | 1. února 2016  |
| 59           | 12        | A Love/Fate Relationship              | Osudová přitažlivost    | Michael Lembeck | Dan Berendsen                  | 18. března 2015   | 2. února 2016  |
| 60           | 13        | Home Is Where the Wheeler Is          | Hra o byt               | Michael Lembeck | Heidi Clements                 | 3. června 2015    | 3. února 2016  |
| 61           | 14        | It Takes a Village Idiot              | Chce to vesnického blba | Michael Lembeck | Janae Bakken                   | 10. června 2015   | 4. února 2016  |
| 62           | 15        | One Night Stand Off                   | Jednorázovka            | Michael Lembeck | Ben Montanio a Vince Cheung    | 17. června 2015   | 5. února 2016  |
| 63           | 16        | Lowering the Bar                      | Boj o bar               | Michael Lembeck | Kirill Baru a Eric Zimmerman   | 24. června 2015   | 6. února 2016  |
| 64           | 17        | Wheeler War                           | Válka Wheelerových      | Michael Lembeck | Joshua Malek                   | 1. července 2015  | 7. února 2016  |
| 65           | 18        | Parental Guidance                     | Kdo se postará o Emmu   | Michael Lembeck | Marissa Berlin                 | 8. července 2015  | 8. února 2016  |
| 66           | 19        | Ring Around the Party                 | Příliš malý diamant     | Michael Lembeck | Frank Pines                    | 15. července 2015 | 9. února 2016  |
| 67           | 20        | Till Dress Do Us Part                 | Svatební šaty           | Michael Lembeck | Heidi Clements a Frank Pines   | 22. července 2015 | 10. února 2016 |
| 68           | 21        | What Happens in Vegas                 | Viva Las Vegas          | Michael Lembeck | Dan Berendsen a Heidi Clements | 29. července 2015 | 11. února 2016 |
| 69           | 22        | It's a Nice Day for a Wheeler Wedding | Svatba v ohrožení       | Michael Lembeck | Dan Berendsen a Heidi Clements | 5. srpna 2015     | 12. února 2016 |

### Pátá řada (2016)
| Č. v seriálu | Č. v řadě | Původní název           | Český název | Režie           | Scénář                         | Premiéra v USA    | Premiéra v ČR   |
| ------------ | --------- | ----------------------- | ----------- | --------------- | ------------------------------ | ----------------- | --------------- |
| 70           | 1         | Love and Carriage       |             | Michael Lembeck | Heidi Clements                 | 3. února 2016     | nebylo vysíláno |
| 71           | 2         | Reinventing the Wheeler |             | Michael Lembeck | Kirill Baru a Eric Zimmerman   | 10. února 2016    | nebylo vysíláno |
| 72           | 3         | Ben-geance              |             | Michael Lembeck | Vince Cheung a Ben Montanio    | 17. února 2016    | nebylo vysíláno |
| 73           | 4         | The Tuck Stops Here     |             | Michael Lembeck | Janae Bakken                   | 24. února 2016    | nebylo vysíláno |
| 74           | 5         | The Dating Game         |             | Michael Lembeck | Frank Pines                    | 2. března 2016    | nebylo vysíláno |
| 75           | 6         | Never Ben Jealous       |             | Michael Lembeck | Joshua Malek                   | 9. března 2016    | nebylo vysíláno |
| 76           | 7         | The Return of the Mommy |             | Michael Lembeck | Heidi Clements                 | 16. března 2016   | nebylo vysíláno |
| 77           | 8         | Room-mating             |             | Michael Lembeck | Kirill Baru a Eric Zimmerman   | 23. března 2016   | nebylo vysíláno |
| 78           | 9         | Stupid Cupid            |             | Michael Lembeck | Frank Pines                    | 30. března 2016   | nebylo vysíláno |
| 79           | 10        | Homecoming and Going    |             | Michael Lembeck | Dan Berendsen                  | 6. dubna 2016     | nebylo vysíláno |
| 80           | 11        | Trial by Liar           |             | Michael Lembeck | Janae Bakken                   | 1. června 2016    | nebylo vysíláno |
| 81           | 12        | Ben-Semination          |             | Michael Lembeck | Vince Cheung a Ben Montanio    | 8. června 2016    | nebylo vysíláno |
| 82           | 13        | High School Diplomacy   |             | Michael Lembeck | Joshua Malek                   | 15. června 2016   | nebylo vysíláno |
| 83           | 14        | Not So Great Grandma    |             | Michael Lembeck | Heidi Clements                 | 22. června 2016   | nebylo vysíláno |
| 84           | 15        | Unholy Matrimony        |             | Michael Lembeck | Kirill Baru a Eric Zimmerman   | 29. června 2016   | nebylo vysíláno |
| 85           | 16        | Double Date Double Down |             | Michael Lembeck | Frank Pines                    | 6. července 2016  | nebylo vysíláno |
| 86           | 17        | The Love Seat           |             | Michael Lembeck | Janae Bakken                   | 13. července 2016 | nebylo vysíláno |
| 87           | 18        | She Said, Ben Said      |             | Michael Lembeck | Jen Howell                     | 20. července 2016 | nebylo vysíláno |
| 88           | 19        | Condom Conundrum        |             | Michael Lembeck | Ben Montanio a Vince Cheung    | 27. července 2016 | nebylo vysíláno |
| 89           | 20        | My Fair Emma            |             | Michael Lembeck | Dan Berendsen a Heidi Clements | 3. srpna 2016     | nebylo vysíláno |

### Šestá řada (2017)
| Č. v seriálu | Č. v řadě | Původní název          | Český název | Režie           | Scénář                       | Premiéra v USA  | Premiéra v ČR   |
| ------------ | --------- | ---------------------- | ----------- | --------------- | ---------------------------- | --------------- | --------------- |
| 90           | 1         | To Elle and Back       |             | Michael Lembeck | Heidi Clements               | 13. března 2017 | nebylo vysíláno |
| 91           | 2         | Pro and Con            |             | Michael Lembeck | Frank Pines                  | 20. března 2017 | nebylo vysíláno |
| 92           | 3         | Ben Rides a Unicorn    |             | Michael Lembeck | Eric Zimmerman a Kirill Baru | 27. března 2017 | nebylo vysíláno |
| 93           | 4         | A Mother of a Day      |             | Michael Lembeck | Ben Montanio a Vince Cheung  | 3. dubna 2017   | nebylo vysíláno |
| 94           | 5         | When Elle Freezes Over |             | Michael Lembeck | Janae Bakken                 | 10. dubna 2017  | nebylo vysíláno |
| 95           | 6         | The Third Wheeler      |             | Michael Lembeck | Joshua Malek                 | 17. dubna 2017  | nebylo vysíláno |
| 96           | 7         | The Sonny-Moon         |             | Michael Lembeck | Heidi Clements               | 24. dubna 2017  | nebylo vysíláno |
| 97           | 8         | You Cruise, You Lose   |             | Michael Lembeck | Eric Zimmerman a Kirill Baru | 1. května 2017  | nebylo vysíláno |
| 98           | 9         | The Rebound            |             | Michael Lembeck | Vince Cheung a Ben Montanio  | 8. května 2017  | nebylo vysíláno |
| 99           | 10        | What's in the Box?!    |             | Michael Lembeck | Dan Berendsen                | 15. května 2017 | nebylo vysíláno |
| 100          | 11        | Daddy's Girl           |             | Michael Lembeck | Dan Berendsen                | 22. května 2017 | nebylo vysíláno |